# Éliminatoires de la Coupe du monde de football 2010, zone Asie, premier tour
Cet article donne les résultats des matches du premier tour de qualification pour la zone Asie pour la qualification à la Coupe du monde 2010.
Le tirage au sort eut lieu le 6 août 2007 au siège de l'AFC à Kuala Lumpur, Malaisie.

## Résultats
| Équipe 1       | Résultat    | Équipe 2            | Aller   | Retour      | T.a.b. |
| -------------- | ----------- | ------------------- | ------- | ----------- | ------ |
| Kirghizistan   | ap 2 - 2 ap | Jordanie            | 2 - 0   | ap 0 - 2 ap | 5 - 6  |
| Pakistan       | 0 - 7       | Irak                | 0 - 7   | 0 - 0       |        |
| Ouzbékistan    | 11 - 0      | Taipei chinois      | 9 - 0   | 2 - 0       |        |
| Thaïlande      | 13 - 2      | Macao               | 6 - 1   | 7 - 1       |        |
| Sri Lanka      | 0 - 6       | Qatar               | 0 - 1   | 0 - 5       |        |
| Chine          | 11 - 0      | Birmanie            | 7 - 0   | 4 - 0       |        |
| Bhoutan        | par forfait | Koweït              | forfait | forfait     |        |
| Viêt Nam       | 0 - 6       | Émirats arabes unis | 0 - 1   | 0- 5        |        |
| Bahreïn        | 4 - 1       | Malaisie            | 4 - 1   | 0 - 0       |        |
| Timor oriental | 3 - 11      | Hong Kong           | 2 - 3   | 1 - 8       |        |
| Syrie          | 5 - 1       | Afghanistan         | 3 - 0   | 2 - 1       |        |
| Yémen          | 3 - 2       | Maldives            | 3 - 0   | 0 - 2       |        |
| Bangladesh     | 1 - 6       | Tadjikistan         | 1 - 1   | 0 - 5       |        |
| Mongolie       | 2 - 9       | Corée du Nord       | 1 - 4   | 1 - 5       |        |
| Oman           | 4 - 0       | Népal               | 2 - 0   | 2 - 0       |        |
| Palestine      | 0 - 7       | Singapour           | 0 - 4   | 0 - 3       |        |
| Liban          | 6 - 3       | Inde                | 4 - 1   | 2 - 2       |        |
| Cambodge       | 1 - 5       | Turkménistan        | 0 - 1   | 1 - 4       |        |
| Guam           | par forfait | Indonésie           | forfait | forfait     |        |

| Légende                                                |
| ------------------------------------------------------ |
| Equipes qualifiées pour le deuxième tour.              |
| Equipes directement qualifiées pour le troisième tour. |

## Feuilles de match
| 22 octobre 2007 | Pakistan | 0 – 7 | Irak                                                                                | Punjab Stadium, Lahore                              |                                                     |
| 19:30 UTC+5     |          |       | Nashat Akram 19e · M. Karim 24e 49e 88e 90e · Jassim Ghulam 71e · Emad Mohammed 83e | Spectateurs : 2 500 Arbitrage : Kadyrbek Chynybekov | Spectateurs : 2 500 Arbitrage : Kadyrbek Chynybekov |
| 19:30 UTC+5     | Rapport  |       |                                                                                     | Spectateurs : 2 500 Arbitrage : Kadyrbek Chynybekov | Spectateurs : 2 500 Arbitrage : Kadyrbek Chynybekov |

| 28 octobre 2007 | Irak    | 0 – 0 | Pakistan | Abbasiyyin Stadium, Damas (Syrie)              |                                                |
| 14:00 UTC+3     |         |       |          | Spectateurs : 8 000 Arbitrage : Saad Al Fadhli | Spectateurs : 8 000 Arbitrage : Saad Al Fadhli |
| 14:00 UTC+3     | Rapport |       |          | Spectateurs : 8 000 Arbitrage : Saad Al Fadhli | Spectateurs : 8 000 Arbitrage : Saad Al Fadhli |

L'Irak s'impose 7-0 sur l'ensemble des deux matchs et se qualifie pour le troisième tour.
| 13 octobre 2007 | Ouzbékistan                                                                           | 9 – 0 | Taipei chinois | Central Army Stadium, Tachkent                       |                                                      |
| 16:00 UTC+5     | Shatskikh 4e 16e 34e 57e 77e · Kapadze 26e · Karpenko 43e · Bakayev 54e · Salomov 68e |       |                | Spectateurs : 7 000 Arbitrage : Ali Hamad Al-Badwawi | Spectateurs : 7 000 Arbitrage : Ali Hamad Al-Badwawi |
| 16:00 UTC+5     | Rapport                                                                               |       |                | Spectateurs : 7 000 Arbitrage : Ali Hamad Al-Badwawi | Spectateurs : 7 000 Arbitrage : Ali Hamad Al-Badwawi |

| 28 octobre 2007 | Taipei chinois | 0 – 2 | Ouzbékistan              | Chungshan Soccer Stadium, Taipei                 |                                                  |
| 18:00 UTC+8     |                |       | Inomov 79e · Suyunov 89e | Spectateurs : 800 Arbitrage : Tayeb Shamsuzzaman | Spectateurs : 800 Arbitrage : Tayeb Shamsuzzaman |
| 18:00 UTC+8     | Rapport        |       |                          | Spectateurs : 800 Arbitrage : Tayeb Shamsuzzaman | Spectateurs : 800 Arbitrage : Tayeb Shamsuzzaman |

L'Ouzbékistan s'impose 11-0 sur l'ensemble des deux matchs et se qualifie pour le troisième tour.
| 8 octobre 2007 | Thaïlande                                                                             | 6 – 1 | Macao             | Stade Suphachalasai, Bangkok                         |                                                      |
| 19:00 UTC+7    | Chaikamdee 12e 49e · Dangda 21e · Winothai 55e (pen.) · Phetphun 82e · Thonglao 90+1e |       | Kin Seng Chan 23e | Spectateurs : 11 254 Arbitrage : Kadyrbek Chynybekov | Spectateurs : 11 254 Arbitrage : Kadyrbek Chynybekov |
| 19:00 UTC+7    | Rapport                                                                               |       |                   | Spectateurs : 11 254 Arbitrage : Kadyrbek Chynybekov | Spectateurs : 11 254 Arbitrage : Kadyrbek Chynybekov |

| 15 octobre 2007 | Macao               | 1 – 7 | Thaïlande                                                                      | Sports Field and Pavilion at MUST, Macao        |                                                 |
| 20:00 UTC+8     | Kin Seng Chan 90+2e |       | Dangda 22e · Sukha 39e · Surasiang 43e · Thonglao 48e · Chaikamdee 53e 57e 86e | Spectateurs : 500 Arbitrage : Abdulrahman Racho | Spectateurs : 500 Arbitrage : Abdulrahman Racho |
| 20:00 UTC+8     | Rapport             |       |                                                                                | Spectateurs : 500 Arbitrage : Abdulrahman Racho | Spectateurs : 500 Arbitrage : Abdulrahman Racho |

La Thaïlande s'impose 13-2 sur l'ensemble des deux matchs et se qualifie pour le second tour.
| 21 octobre 2007 | Sri Lanka | 0 – 1 | Qatar        | Sugathadasa Stadium, Colombo                 |                                              |
| 16:00 UTC+5:30  |           |       | Quintana 68e | Spectateurs : 6 500 Arbitrage : Abdul Bashir | Spectateurs : 6 500 Arbitrage : Abdul Bashir |
| 16:00 UTC+5:30  | Rapport   |       |              | Spectateurs : 6 500 Arbitrage : Abdul Bashir | Spectateurs : 6 500 Arbitrage : Abdul Bashir |

| 28 octobre 2007 | Qatar                                              | 5 – 0 | Sri Lanka | Jassim Bin Hamad Stadium, Doha                   |                                                  |
| 19:15 UTC+3     | Quintana 4e 76e · Bechir 17e 55e · Al-Shammari 85e |       |           | Spectateurs : 3 000 Arbitrage : Khalil Al Ghamdi | Spectateurs : 3 000 Arbitrage : Khalil Al Ghamdi |
| 19:15 UTC+3     | Rapport                                            |       |           | Spectateurs : 3 000 Arbitrage : Khalil Al Ghamdi | Spectateurs : 3 000 Arbitrage : Khalil Al Ghamdi |

Le Qatar s'impose 6-0 sur l'ensemble des deux matchs et se qualifie pour le troisième tour.
| 21 octobre 2007 | Chine                                                                                       | 7 – 0 | Birmanie | Century Lotus Stadium, Foshan                        |                                                      |
| 20:00 UTC+8     | Qu Bo 17e 81e · Du Zhenyu 22e · Yang Lin 58e · Liu Jian 63e · Li Jinyu 76e · Li Weifeng 79e |       |          | Spectateurs : 21 000 Arbitrage : Abdulhameed Ebrahim | Spectateurs : 21 000 Arbitrage : Abdulhameed Ebrahim |
| 20:00 UTC+8     | Rapport                                                                                     |       |          | Spectateurs : 21 000 Arbitrage : Abdulhameed Ebrahim | Spectateurs : 21 000 Arbitrage : Abdulhameed Ebrahim |

| 28 octobre 2007 | Birmanie | 0 – 4 | Chine                                                                  | KLFA Stadium, Kuala Lumpur (Malaisie)          |                                                |
| 16:00 UTC+8     |          |       | Wu Wei'an 13e · Liu Jian 14e · Zheng Bin 35e · Zhang Yaokun 39e (pen.) | Spectateurs : 200 Arbitrage : Abdullah Balideh | Spectateurs : 200 Arbitrage : Abdullah Balideh |
| 16:00 UTC+8     | Rapport  |       |                                                                        | Spectateurs : 200 Arbitrage : Abdullah Balideh | Spectateurs : 200 Arbitrage : Abdullah Balideh |

La Chine s'impose 11-0 sur l'ensemble des deux matchs et se qualifie pour le troisième tour.
|  | Bhoutan | Forfait | Koweït |  |  |
|  |         |         |        |  |  |

Le Bhoutan déclare forfait. Le Koweït se qualifie donc pour le troisième tour.
| 18 octobre 2007 | Kirghizistan                  | 2 – 0 | Jordanie | Stade Spartak, Bichkek                          |                                                 |
| 15:30 UTC+6     | Esenkul Uulu 45e · Bokoev 76e |       |          | Spectateurs : 18 000 Arbitrage : Subrata Sarkar | Spectateurs : 18 000 Arbitrage : Subrata Sarkar |
| 15:30 UTC+6     | Rapport                       |       |          | Spectateurs : 18 000 Arbitrage : Subrata Sarkar | Spectateurs : 18 000 Arbitrage : Subrata Sarkar |

| 28 octobre 2007 | Jordanie                                                   | 2 – 0 a. p.       | Kirghizistan                                                           | Stade international d'Amman, Amman                   |                                                      |
| 19:00 UTC+3     | Shelbaieh 34e · Aqel 51e (pen.)                            |                   |                                                                        | Spectateurs : 12 000 Arbitrage : Abdulhameed Ebrahim | Spectateurs : 12 000 Arbitrage : Abdulhameed Ebrahim |
| 19:00 UTC+3     | Rapport                                                    |                   |                                                                        | Spectateurs : 12 000 Arbitrage : Abdulhameed Ebrahim | Spectateurs : 12 000 Arbitrage : Abdulhameed Ebrahim |
| 19:00 UTC+3     | Abu Alieh · Bawab · Abu Keshek · Deeb · Aqel · Bani Yaseen | Tirs au but 6 – 5 | Kudrenko · Harchenko · Samsaliev · Sydykov · Esenkul Uulu · Vyacheslav | Spectateurs : 12 000 Arbitrage : Abdulhameed Ebrahim | Spectateurs : 12 000 Arbitrage : Abdulhameed Ebrahim |

2 – 2 sur l'ensemble des deux matchs, après la prolongation du match retour ; la Jordanie remporte la séance de tirs au but 6-5 et se qualifie pour le troisième tour.
| 8 octobre 2007 | Viêt Nam | 0 – 1 | Émirats arabes unis | My Dinh National Stadium, Hanoi                   |                                                   |
| 20:30 UTC+7    |          |       | Saeed 79e           | Spectateurs : 20 000 Arbitrage : Yuichi Nichimura | Spectateurs : 20 000 Arbitrage : Yuichi Nichimura |
| 20:30 UTC+7    | Rapport  |       |                     | Spectateurs : 20 000 Arbitrage : Yuichi Nichimura | Spectateurs : 20 000 Arbitrage : Yuichi Nichimura |

| 28 octobre 2007 | Émirats arabes unis                                                                | 5 – 0 | Viêt Nam | Al Jazira Mohammed Bin Zayed Stadium, Abou Dabi         |                                                         |
| 19:00 UTC+4     | Matar 13e · A. Mubarak 40e · Al-Shehhi 53e · N. Mubarak 90e · Al Kass 90+4e (pen.) |       |          | Spectateurs : 12 000 Arbitrage : Subkhiddin Mohd Salleh | Spectateurs : 12 000 Arbitrage : Subkhiddin Mohd Salleh |
| 19:00 UTC+4     | Rapport                                                                            |       |          | Spectateurs : 12 000 Arbitrage : Subkhiddin Mohd Salleh | Spectateurs : 12 000 Arbitrage : Subkhiddin Mohd Salleh |

Les Émirats arabes unis s'impose 6-0 sur l'ensemble des deux matchs et se qualifient pour le troisième tour.
| 21 octobre 2007 | Bahreïn                                                          | 4 – 1 | Malaisie            | Manama National Stadium, Manama               |                                               |
| 18:00 UTC+3     | Fatadi 4e · Okwunwanne 15e · Abdulrahman 55e · Hubail 90e (pen.) |       | Bunyamin Omar 45+2e | Spectateurs : 4 000 Arbitrage : Yang Zhiqiang | Spectateurs : 4 000 Arbitrage : Yang Zhiqiang |
| 18:00 UTC+3     | Rapport                                                          |       |                     | Spectateurs : 4 000 Arbitrage : Yang Zhiqiang | Spectateurs : 4 000 Arbitrage : Yang Zhiqiang |

| 28 octobre 2007 | Malaisie | 0 – 0 | Bahreïn | Shah Alam Stadium, Petaling Jaya             |                                              |
| 20:45 UTC+8     |          |       |         | Spectateurs : 2 000 Arbitrage : Lee Gi-Young | Spectateurs : 2 000 Arbitrage : Lee Gi-Young |
| 20:45 UTC+8     | Rapport  |       |         | Spectateurs : 2 000 Arbitrage : Lee Gi-Young | Spectateurs : 2 000 Arbitrage : Lee Gi-Young |

Le Bahreïn s'impose 4-1 sur l'ensemble des deux matchs et se qualifie pour le troisième tour.
| 21 octobre 2007 | Timor oriental   | 2 – 3 | Hong Kong                                 | Gianyar Stadium, Gianyar (Indonésie)           |                                                |
| 15:30 UTC+8     | Da Silva 41e 69e |       | Cheng Siu Wai 25e 50e · Esteves 35e (csc) | Spectateurs : 1 500 Arbitrage : Rosdi Shaharul | Spectateurs : 1 500 Arbitrage : Rosdi Shaharul |
| 15:30 UTC+8     | Rapport          |       |                                           | Spectateurs : 1 500 Arbitrage : Rosdi Shaharul | Spectateurs : 1 500 Arbitrage : Rosdi Shaharul |

| 28 octobre 2007 | Hong Kong                                                                                            | 8 – 1 | Timor oriental | Hong Kong Stadium, Hong Kong                 |                                              |
| 15:00 UTC+8     | Lo Kwan Yee 2e · Chan Siu Ki 5e 78e 85e · Cheung Sai Ho 49e · Cheng Siu Wai 67e 70e · Lam Ka Wai 83e |       | Da Silva 53e   | Spectateurs : 1 542 Arbitrage : Mohsen Torky | Spectateurs : 1 542 Arbitrage : Mohsen Torky |
| 15:00 UTC+8     | Rapport                                                                                              |       |                | Spectateurs : 1 542 Arbitrage : Mohsen Torky | Spectateurs : 1 542 Arbitrage : Mohsen Torky |

Hong Kong s'impose 11-3 sur l'ensemble des deux matchs et se qualifie pour le second tour.
| 8 octobre 2007 | Syrie                                        | 3 – 0 | Afghanistan | Abbasiyyin Stadium, Damas                        |                                                  |
| 21:00 UTC+3    | Al Zeno 73e 87e (pen.) · Al Sayed 81e (pen.) |       |             | Spectateurs : 3 000 Arbitrage : Khalil Al Ghamdi | Spectateurs : 3 000 Arbitrage : Khalil Al Ghamdi |
| 21:00 UTC+3    | Rapport                                      |       |             | Spectateurs : 3 000 Arbitrage : Khalil Al Ghamdi | Spectateurs : 3 000 Arbitrage : Khalil Al Ghamdi |

| 26 octobre 2007 | Afghanistan | 1 – 2 | Syrie                    | Pamir Stadium, Douchanbé (Tadjikistan)          |                                                 |
| 13:00 UTC+5     | Karimi 16e  |       | Jenyat 17e · Issmael 64e | Spectateurs : 2 000 Arbitrage : Ravshan Irmatov | Spectateurs : 2 000 Arbitrage : Ravshan Irmatov |
| 13:00 UTC+5     | Rapport     |       |                          | Spectateurs : 2 000 Arbitrage : Ravshan Irmatov | Spectateurs : 2 000 Arbitrage : Ravshan Irmatov |

La Syrie s'impose 5-1 sur l'ensemble des deux matchs et se qualifie pour le second tour.
| 8 octobre 2007 | Yémen                                    | 3 – 0 | Maldives | Ali Muhsin Al-Muriasi Stadium, Sana'a            |                                                  |
| 21:00 UTC+3    | Salem 44e · Al-Hubaishi 66e · Thabit 80e |       |          | Spectateurs : 3 000 Arbitrage : Mohammad Mansour | Spectateurs : 3 000 Arbitrage : Mohammad Mansour |
| 21:00 UTC+3    | Rapport                                  |       |          | Spectateurs : 3 000 Arbitrage : Mohammad Mansour | Spectateurs : 3 000 Arbitrage : Mohammad Mansour |

| 28 octobre 2007 | Maldives                        | 2 – 0 | Yémen | Galolhu National Stadium, Malé                 |                                                |
| 16:00 UTC+5     | Shamveel Qasim 14e · Ashfaq 67e |       |       | Spectateurs : 8 900 Arbitrage : Subrata Sarkar | Spectateurs : 8 900 Arbitrage : Subrata Sarkar |
| 16:00 UTC+5     | Rapport                         |       |       | Spectateurs : 8 900 Arbitrage : Subrata Sarkar | Spectateurs : 8 900 Arbitrage : Subrata Sarkar |

Le Yémen s'impose 3-2 sur l'ensemble des deux matchs et se qualifie pour le second tour.
| 8 octobre 2007 | Bangladesh | 1 – 1 | Tadjikistan        | Bangabandhu National Stadium, Dacca              |                                                  |
| 15:00 UTC+6    | Mithu 50e  |       | Hakimov 58e (pen.) | Spectateurs : 700 Arbitrage : Abdullah Al Hilali | Spectateurs : 700 Arbitrage : Abdullah Al Hilali |
| 15:00 UTC+6    | Rapport    |       |                    | Spectateurs : 700 Arbitrage : Abdullah Al Hilali | Spectateurs : 700 Arbitrage : Abdullah Al Hilali |

| 28 octobre 2007 | Tadjikistan                                              | 5 – 0 | Bangladesh | Central Stadium, Douchanbé                           |                                                      |
| 14:00 UTC+5     | Hakimov 47e 48e 76e (pen.) · Mukhidinov 51e · Vasiev 71e |       |            | Spectateurs : 10 000 Arbitrage : Kadyrbek Chynybekov | Spectateurs : 10 000 Arbitrage : Kadyrbek Chynybekov |
| 14:00 UTC+5     | Rapport                                                  |       |            | Spectateurs : 10 000 Arbitrage : Kadyrbek Chynybekov | Spectateurs : 10 000 Arbitrage : Kadyrbek Chynybekov |

Le Tadjikistan s'impose 6-1 sur l'ensemble des deux matchs et se qualifie pour le second tour.
| 21 octobre 2007 | Mongolie      | 1 – 4 | Corée du Nord                                | National Sports Stadium, Oulan-Bator               |                                                    |
| 13:00 UTC+8     | Selenge 90+3e |       | Pak Chol-jin 14e · Jong Chol-min 24e 32e 81e | Spectateurs : 4 870 Arbitrage : Hiroyoshi Takayama | Spectateurs : 4 870 Arbitrage : Hiroyoshi Takayama |
| 13:00 UTC+8     | Rapport       |       |                                              | Spectateurs : 4 870 Arbitrage : Hiroyoshi Takayama | Spectateurs : 4 870 Arbitrage : Hiroyoshi Takayama |

| 28 octobre 2007 | Corée du Nord                                                                  | 5 – 1 | Mongolie        | Stade Kim Il-sung, Pyongyang             |                                          |
| 16:00 UTC+9     | Pak Chol-min 3e 79e · Kim Kuk-jin 10e · Jong Chol-min 36e · Jon Kwang-ik 90+1e |       | Lümbengarav 41e | Spectateurs : 5 000 Arbitrage : Ram Gosh | Spectateurs : 5 000 Arbitrage : Ram Gosh |
| 16:00 UTC+9     | Rapport                                                                        |       |                 | Spectateurs : 5 000 Arbitrage : Ram Gosh | Spectateurs : 5 000 Arbitrage : Ram Gosh |

La Corée du Nord s'impose 9-2 sur l'ensemble des deux matchs et se qualifie pour le troisième tour.
| 8 octobre 2007 | Oman                          | 2 – 0 | Népal | Sultan Qaboos Sports Complex, Muscat                |                                                     |
| 21:30 UTC+4    | Bashir 5e · Yousuf 21e (pen.) |       |       | Spectateurs : 15 000 Arbitrage : Fareed Al Marzouqi | Spectateurs : 15 000 Arbitrage : Fareed Al Marzouqi |
| 21:30 UTC+4    | Rapport                       |       |       | Spectateurs : 15 000 Arbitrage : Fareed Al Marzouqi | Spectateurs : 15 000 Arbitrage : Fareed Al Marzouqi |

| 28 octobre 2007 | Népal   | 0 – 2 | Oman                       | Dasarath Rangasala Stadium, Katmandou           |                                                 |
| 14:30 UTC+5:45  |         |       | Mohamed 29e · Al Hinai 54e | Spectateurs : 10 000 Arbitrage : Satop Tongkhan | Spectateurs : 10 000 Arbitrage : Satop Tongkhan |
| 14:30 UTC+5:45  | Rapport |       |                            | Spectateurs : 10 000 Arbitrage : Satop Tongkhan | Spectateurs : 10 000 Arbitrage : Satop Tongkhan |

Oman s'impose 4-0 sur l'ensemble des deux matchs et se qualifie pour le troisième tour.
| 8 octobre 2007 | Palestine | 0 – 4 | Singapour                                                  | Stade Ahmed bin Ali, Doha (Qatar)         |                                           |
| 21:00 UTC+3    |           |       | Shi Jiayi 44e 53e · John Wilkinson 73e · Noh Alam Shah 86e | Spectateurs : 75 Arbitrage : Muhsen Basma | Spectateurs : 75 Arbitrage : Muhsen Basma |
| 21:00 UTC+3    | Rapport   |       |                                                            | Spectateurs : 75 Arbitrage : Muhsen Basma | Spectateurs : 75 Arbitrage : Muhsen Basma |

| 28 octobre 2007 | Singapour | Forfait | Palestine | Stade national, Singapour |                        |
| 17:00 UTC+8     |           |         |           | Arbitrage : Sun Baojie    | Arbitrage : Sun Baojie |
| 17:00 UTC+8     | Rapport   |         |           | Arbitrage : Sun Baojie    | Arbitrage : Sun Baojie |

Singapour  s'impose 7-0 sur l'ensemble des deux matchs et se qualifie pour le second tour.
| 8 octobre 2007 | Liban                                    | 4 – 1 | Inde       | Stade international de Saïda, Saïda          |                                              |
| 21:00 UTC+3    | Antar 33e · Ghaddar 62e 76e · El Ali 63e |       | Chetri 30e | Spectateurs : 500 Arbitrage : Saad Al Fahdli | Spectateurs : 500 Arbitrage : Saad Al Fahdli |
| 21:00 UTC+3    | Rapport                                  |       |            | Spectateurs : 500 Arbitrage : Saad Al Fahdli | Spectateurs : 500 Arbitrage : Saad Al Fahdli |

| 30 octobre 2007 | Inde                    | 2 – 2 | Liban                  | Fatorda Stadium, Goa                           |                                                |
| 15:00 UTC+5:30  | Chetri 29e · Dias 90+2e |       | Ghaddar 72e (pen.) 85e | Spectateurs : 10 000 Arbitrage : Salem Mujghef | Spectateurs : 10 000 Arbitrage : Salem Mujghef |
| 15:00 UTC+5:30  | Rapport                 |       |                        | Spectateurs : 10 000 Arbitrage : Salem Mujghef | Spectateurs : 10 000 Arbitrage : Salem Mujghef |

Le Liban s'impose 6-3 sur l'ensemble des deux matchs et se qualifie pour le troisième tour.
| 11 octobre 2007 | Cambodge | 0 – 1 | Turkménistan  | Stade olympique de Phnom Penh, Phnom Penh |                                          |
| 15:00 UTC+7     |          |       | Karadanov 85e | Spectateurs : 3 000 Arbitrage : Ram Gosh  | Spectateurs : 3 000 Arbitrage : Ram Gosh |
| 15:00 UTC+7     | Rapport  |       |               | Spectateurs : 3 000 Arbitrage : Ram Gosh  | Spectateurs : 3 000 Arbitrage : Ram Gosh |

| 28 octobre 2007 | Turkménistan                                    | 4 – 1 | Cambodge  | Stade olympique (Saparmurat), Achgabat        |                                               |
| 18:00 UTC+5     | Nasyrov 41e · Gevorkyan 50e 66e · Karadanov 74e |       | Samel 12e | Spectateurs : 5 000 Arbitrage : Rustam Saidov | Spectateurs : 5 000 Arbitrage : Rustam Saidov |
| 18:00 UTC+5     | Rapport                                         |       |           | Spectateurs : 5 000 Arbitrage : Rustam Saidov | Spectateurs : 5 000 Arbitrage : Rustam Saidov |

Le Turkménistan s'impose 5-1 sur l'ensemble des deux matchs et se qualifie pour le second tour.
|  | Guam | Forfait | Indonésie |  |  |
|  |      |         |           |  |  |

Guam déclare forfait,. L'Indonésie se qualifie pour le second tour.